# Подгорјани
Подгорјани (грч. Ποδοχώρι, Подохори) је насељено место у  општини Кушница у периферији Источна Македонија и Тракија, Грчка. Према попису из 2021. године био је 571 становник.
Према бугарском географу и историчару, Василу Канчову, у Подгорјану је 1900. године живело 450 Грка и 200 Турака. 
Иако насељено грчким и турским становништвом назив села је словенског порекла. Током Првог светског рата село је настрадало и део становништва је избегао, тако је после рата остало 538 житеља. Године 1923. насељене су 432 грчке избеглице. На попису из 1928. године Подгорјани су имали 1.066 становника.